# Diego Páez de Clavijo
Diego Páez de Clavijo fue Gobernador del Río de la Plata en carácter de interino en el siglo XVII.

## Gobernación
El 21 de mayo de 1623 falleció en la ciudad de Buenos Aires el gobernador	Diego de Góngora. Según Diego Páez de Clavijo, Góngora murió "pocos días después que le cargaron unas calenturas o pesadumbres causadas por las calumnias", esto es las acusaciones de promover el contrabando a gran escala.
En efecto, excluyendo a Hernandarias casi todos los gobernadores y funcionarios estuvieron comprometidos en mayor o menor grado con el llamado contrabando ejemplar. En la época los principales contrabandistas (se los denominaba Confederados) eran el sevillano Juan de Vergara, notario del Santo Oficio, y el portugués Diego de Vega, que con Góngora se convirtieron en los verdaderos dueños de la ciudad.
Más allá del evidente comportamiento delictivo, el contrabando en Buenos Aires tenía motivaciones económicas profundas, originadas en las restricciones al comercio por parte de la Monarquía que favorecían los intereses de la península y en segundo lugar de Lima, en perjuicio del Alto Perú y Buenos Aires.
Ante el escándalo la Corona había enviado a investigar a Matías Delgado Flores, quien al poco tiempo calificó a Góngora de "señor y dueño absoluto de esta tierra" y exasperado afirmó que "los contrabandistas están en todas partes, he de matar a todos los de esta ciudad" lo que dio pie a que Góngora instruyera justamente a Vergara para que como notario del Santo Oficio lo encausara y condenara. Finalmente la Audiencia de Charcas designó a su oidor, Alonso Pérez de Salazar, para que interviniera. Góngora evadió el arresto, refugiándose en casa de los jesuitas hasta su muerte, a la que ayudó el tratamiento con arsénico y la insistencia de los frailes que lo protegían en expulsarle un demonio del cuerpo.
Mientras Alonso Pérez de Salazar continuaba en la ciudad levantando el sumario, el Cabildo de Buenos Aires controlado por los Confederados y de acuerdo a derecho hasta tanto se nombrara sucesor impuso a Páez de Clavijo, sargento mayor de la plaza y uno de los suyos, quien asumió la gobernación interina al día siguiente de la muerte de Góngora. Así aseguraba la continuidad de la política de protección al contrabando que caracterizara a su predecesor.
El interinato de Páez de Clavijo continuó sin mayores sobresaltos y su esfuerzo de gobierno se concentró en lo que se esperaba de él: en solo 7 meses el oidor Pérez Salazar que continuaba con las investigaciones en el marco del juicio de residencia acumuló doce acusaciones contra el interino por contrabando, cohechos y fraude contra la Real Hacienda.
La paciencia del oidor no duró mucho: el 30 de septiembre Alonso Pérez de Salazar invocando su investidura ocupó la Casa de la Gobernación y lanzó un bando haciéndose cargo en nombre del rey de la gobernación de la provincia del Río de la Plata hasta que la Corona designara al nuevo gobernador.
Pérez de Salazar incluyó de inmediato a Páez de Clavijo en el juicio de residencia. El Consejo Real de Indias revisó lo actuado y el 18 de febrero de 1631 condenó a Góngora a pagar 23.050 ducados "a cumplirse contra los bienes que había dejado el finado" y a Páez de Clavijo al pago en efectivo de 6.700 ducados.
| Predecesor: Diego de Góngora | Gobernador del Río de la Plata 1623 - 1623 | Sucesor: Alonso Pérez de Salazar (interino) |